# Associazione Sportiva Viterbese Castrense 2016-2017
Questa voce raccoglie le informazioni riguardanti l'A.S. Viterbese Castrense nelle competizioni ufficiali della stagione 2016-2017.

## Stagione
La stagione 2016-2017 è per la Viterbese Castrense la 13ª partecipazione alla terza serie del Campionato italiano di calcio.
I gialloblù hanno svolto il ritiro precampionato nel comune di Chianciano Terme.

## Divise e sponsor
Lo sponsor tecnico per la stagione 2016-17 è Erreà mentre lo sponsor ufficiale è ILCO.
| Casa | Trasferta | 3° divisa | 4° divisa |

## Organigramma societario
Area direttiva
- Presidente: Vincenzo Camilli

Area tecnica
- Allenatore:  Giovanni Cornacchini, dal 9 dicembre Dino Pagliari, dal 21 febbraio Giovanni Cornacchini, dal 20 marzo Rosolino Puccica -
- Allenatore in seconda: Renzo Tasso, dal 9 dicembre Maurizio Tacchi, dal 21 febbraio Renzo Tasso, dal 20 marzo Massimiliano Nardecchia
- Preparatore atletico: Mario Fei
- Preparatore dei portieri: Paolo Gobattoni

Area sanitaria
- Massofisioterapista: Giorgio Ardelli

## Rosa
| N. |                      | Ruolo | Calciatore                   |
| -- | -------------------- | ----- | ---------------------------- |
| 1  | Italia (bandiera)    | P     | Antony Iannarilli            |
| 3  | Italia (bandiera)    | D     | Federico Pacciardi           |
| 4  | Italia (bandiera)    | C     | Michel Cruciani              |
| 5  | Italia (bandiera)    | D     | Emilio Dierna                |
| 6  | Italia (bandiera)    | D     | Stefano Scardala (capitano)  |
| 7  | Italia (bandiera)    | A     | Emiliano Tortolano           |
| 8  | Argentina (bandiera) | C     | Matías Cuffa (vice capitano) |
| 10 | Italia (bandiera)    | A     | Luca Belcastro               |
| 11 | Italia (bandiera)    | A     | Luigi Falcone                |
| 12 | Italia (bandiera)    | P     | Cesare Micheli               |
| 13 | Italia (bandiera)    | D     | Andrea Paolelli              |
| 14 | Gambia (bandiera)    | A     | Sulayman Jallow              |
| 16 | Italia (bandiera)    | D     | Francesco Fè                 |

| N. |                    | Ruolo | Calciatore            |
| -- | ------------------ | ----- | --------------------- |
| 17 | Italia (bandiera)  | C     | Diego Cenciarelli     |
| 18 | Brasile (bandiera) | A     | Jefferson             |
| 19 | Italia (bandiera)  | A     | Ignazio Battista      |
| 20 | Italia (bandiera)  | C     | Samuele Neglia        |
| 21 | Italia (bandiera)  | D     | Mirko Miceli          |
| 22 | Italia (bandiera)  | P     | Roberto Pini          |
| 23 | Italia (bandiera)  | D     | Riccardo Pandolfi     |
| 24 | Italia (bandiera)  | C     | Antonio Cardore       |
| 25 | Italia (bandiera)  | A     | Salvatore Sandomenico |
| 26 | Italia (bandiera)  | D     | Mickael Varutti       |
| 27 | Italia (bandiera)  | C     | Andrea Doninelli      |
| 31 | Italia (bandiera)  | D     | Daniele Celiento      |
| 32 | Italia (bandiera)  | A     | Ferdinando Sforzini   |

## Calciomercato

### Sessione estiva(dal 1/7 al 31/8)
| Acquisti | Acquisti            | Acquisti       | Acquisti   |
| R.       | Nome                | da             | Modalità   |
| -------- | ------------------- | -------------- | ---------- |
| P        | Antony Iannarilli   | Pavia          | definitivo |
| D        | Mickael Varutti     | Rimini         | definitivo |
| D        | Andrea Paolelli     | Roma           | prestito   |
| D        | Daniele Celiento    | Napoli         | prestito   |
| C        | Michel Cruciani     | Benevento      | definitivo |
| C        | Francesco Marano    | Casertana      | definitivo |
| C        | Diego Cenciarelli   | Teramo         | definitivo |
| C        | Antonio Cardore     | Virtus Entella | prestito   |
| A        | Francesco Manoni    | Lazio          | definitivo |
| A        | Abou Diop           | Torino         | prestito   |
| A        | Marco Gaeta         | Inveruno       | definitivo |
| A        | Ferdinando Sforzini | Pavia          | definitivo |

| Cessioni | Cessioni             | Cessioni      | Cessioni   |
| R.       | Nome                 | a             | Modalità   |
| -------- | -------------------- | ------------- | ---------- |
| P        | Edoardo Mastropietro | Imolese       | definitivo |
| D        | Marco Pomante        | Nocerina      | definitivo |
| D        | Andrea Perocchi      | Civitanovese  | definitivo |
| C        | Giuseppe Nuvoli      | Arzachena     | definitivo |
| C        | Stefano Selvatico    | Imolese       | definitivo |
| C        | Salvatore Santeramo  | Nocerina      | definitivo |
| C        | Simone Addessi       | Fondi         | svincolato |
| A        | Babacar Mbaye        |               | svincolato |
| A        | Carmine De Sena      | Cuneo         | svincolato |
| A        | Matias Vegnaduzzo    | Civitavecchia | svincolato |

### Sessione invernale(dal 3/1 al 31/1)
| Acquisti | Acquisti                   | Acquisti       | Acquisti   |
| R.       | Nome                       | da             | Modalità   |
| -------- | -------------------------- | -------------- | ---------- |
| D        | Mirko Miceli               | Olbia          | definitivo |
| C        | Andrea Doninelli           | Siena          | prestito   |
| A        | Luigi Falcone              | Reggiana       | prestito   |
| A        | Jefferson Andrade Siqueira | Teramo         | definitivo |
| A        | Salvatore Sandomenico      | Juve Stabia    | prestito   |
| A        | Sulayman Jallow            | Ascoli         | prestito   |
| A        | Ignazio Battista           | Ternana        | prestito   |
| A        | Emiliano Tortolano         | Sambenedettese | definitivo |

| Cessioni | Cessioni                 | Cessioni       | Cessioni      |
| R.       | Nome                     | a              | Modalità      |
| -------- | ------------------------ | -------------- | ------------- |
| D        | Marco Mallus             |                | svincolato    |
| C        | Daniele Ansini           |                | svincolato    |
| C        | Francesco Marano         | Melfi          | prestito      |
| C        | Joachim Mununga          |                | svincolato    |
| C        | Federico Mazzolli        |                | svincolato    |
| A        | Abou Diop                | Torino         | fine prestito |
| A        | Walter Alexis Invernizzi |                | svincolato    |
| A        | Vittorio Bernardo        | Sambenedettese | definitivo    |

## Risultati

### Lega Pro

#### Girone di andata
| Viterbo 28 agosto 2016, ore 16:30 CEST 1ª giornata | Viterbese Castrense | 0 – 0 referto | Cremonese | Enrico Rocchi (1366 spett.)\| Arbitro: \| Balice[39] (Termoli) \| |
| Arbitro:                                           | Balice (Termoli)    |               |           |                                                                   |

| Pontedera 4 settembre 2016, ore 18:30 CEST 2ª giornata | Tuttocuoio       | 0 – 0 referto | Viterbese Castrense | Ettore Mannucci (380 spett.)\| Arbitro: \| Maggioni (Lecco) \| |
| Arbitro:                                               | Maggioni (Lecco) |               |                     |                                                                |

| Arbitro: | Vigile (Cosenza) |

|                                |           |              |
| Neglia 37’, 90+3’ Celiento 90’ | Marcatori | 55’ De Sousa |

| Piacenza 14 settembre 2016, ore 18:30 CEST 4ª giornata | Piacenza       | 0 – 0 referto | Viterbese Castrense | Leonardo Garilli (1225 spett.)\| Arbitro: \| Curti (Milano) \| |
| Arbitro:                                               | Curti (Milano) |               |                     |                                                                |

| Arbitro: | D'Ascanio (Ancona) |

|                     |           |  |
| Neglia 11’ Diop 59’ | Marcatori |  |

| Arbitro: | Marini (Trieste) |

|                      |           |  |
| Marano 51’, 71’, 81’ | Marcatori |  |

| Arbitro: | Pietropaolo (Modena) |

|  |           |                |
|  | Marcatori | 45+3’ Sforzini |

| Arbitro: | Mastrodonato (Molfetta) |

|                            |           |  |
| Marano 24’ Neglia 86’, 89’ | Marcatori |  |

| Arbitro: | Panarese (Lecce) |

|             |           |             |
| Perna 45+2’ | Marcatori | 90+9’ Cuffa |

| Arbitro: | De Angeli (Abbiategrasso) |

|                         |           |          |
| Rossini 39’ Pesenti 53’ | Marcatori | 32’ Diop |

| Arbitro: | Amoroso (Paola) |

|            |           |            |
| Neglia 50’ | Marcatori | 23’ Murilo |

| Arbitro: | Capone (Palermo) |

|                               |           |          |
| De Feo 29’ Terrani 87’ (rig.) | Marcatori | 85’ Diop |

| Arbitro: | Massimi (Termoli) |

|  |           |                                     |
|  | Marcatori | 56’ Piredda 63’ Ragatzu 76’ Capello |

| Arbitro: | Giua (Olbia) |

|                        |           |  |
| Hamlili 88’ Rovini 90’ | Marcatori |  |

| Arbitro: | De Santis (Lecce) |

|                 |           |            |
| Marano 31’, 44’ | Marcatori | 8’ Marsili |

| Arbitro: | Sozza (Seregno) |

|                                        |           |  |
| Bocalon 40’, 76’ Cazzola 71’ Nicco 88’ | Marcatori |  |

| Arbitro: | Mantelli (Brescia) |

|  |           |            |
|  | Marcatori | 3’ Marotta |

| Arezzo 11 dicembre 2016, ore 20:30 CET 18ª giornata | Arezzo           | 0 – 0 referto | Viterbese Castrense | Città di Arezzo (2223 spett.)\| Arbitro: \| De Tullio (Bari) \| |
| Arbitro:                                            | De Tullio (Bari) |               |                     |                                                                 |

| Arbitro: | Guarnieri (Empoli) |

|                                       |           |                              |
| Belcastro 19’ Bernardo 50’ Neglia 77’ | Marcatori | 15’ Chinellato 81’ Cristiani |

#### Girone di ritorno
| Arbitro: | Prontera (Bologna) |

|                                            |           |             |
| Belingheri 42’ Scarsella 65’ Brighenti 80’ | Marcatori | 39’ Varutti |

| Arbitro: | Meleleo (Casarano) |

|                           |           |  |
| Celiento 33’ Neglia 90+3’ | Marcatori |  |

| Roma 22 gennaio 2017, ore 20:30 CET 22ª giornata | Racing Roma         | 0 – 0 referto | Viterbese Castrense | Casal del Marmo (150 spett.)\| Arbitro: \| Fiorini (Frosinone) \| |
| Arbitro:                                         | Fiorini (Frosinone) |               |                     |                                                                   |

| Arbitro: | Lorenzin (Castelfranco Veneto) |

|               |           |  |
| Jefferson 74’ | Marcatori |  |

| Arbitro: | Gariglio (Pinerolo) |

|                        |           |  |
| Moncini 38’ Tavano 89’ | Marcatori |  |

| Arbitro: | Santoro (Messina) |

|                               |           |                               |
| Napoli 18’ (rig.), 56’ (rig.) | Marcatori | 8’ (rig.) Cruciani 58’ Jallow |

| Arbitro: | De Remigis (Teramo) |

|            |           |  |
| Dierna 55’ | Marcatori |  |

| Arbitro: | Pietropaoli (Modena) |

|          |           |                               |
| Udoh 85’ | Marcatori | 44’ Falcone 73’ (rig.) Neglia |

| Arbitro: | Miele (Torino) |

|                                                |           |                                                   |
| Sandomenico 23’ Miceli 52’ Cruciani 53’ (rig.) | Marcatori | 2’ (aut.) Miceli 6’ Bonalumi 76’ Okyere 83’ Bruno |

| Arbitro: | D'Ascanio (Ancona) |

|  |           |                        |
|  | Marcatori | 88’ Martínez 90’ Pozzi |

| Arbitro: | Meleleo (Casarano) |

|            |           |  |
| Murilo 85’ | Marcatori |  |

| Arbitro: | De Tullio (Bari) |

|                      |           |  |
| Cuffa 26’ Neglia 69’ | Marcatori |  |

| Arbitro: | Natilla (Molfetta) |

|           |           |                         |
| Kouko 65’ | Marcatori | 26’ Neglia 85’ Celiento |

| Arbitro: | Detta (Mantova) |

|                 |           |  |
| Sandomenico 86’ | Marcatori |  |

| Arbitro: | Ayroldi (Molfetta) |

|              |           |            |
| Miracoli 76’ | Marcatori | 39’ Neglia |

| Arbitro: | Pellitteri (Palermo) |

|               |           |           |
| Jefferson 79’ | Marcatori | 54’ Rosso |

| Arbitro: | Di Gioia (Nola) |

|                                 |           |                          |
| Ciurria 9’ Jawo 73’ Marotta 81’ | Marcatori | 34’ Jefferson 46’ Neglia |

| Viterbo 29 aprile 2017, ore 16:30 CEST 37ª giornata | Viterbese Castrense | 0 – 0 referto | Arezzo | Enrico Rocchi (1800 spett.)\| Arbitro: \| Amabile (Vicenza) \| |
| Arbitro:                                            | Amabile (Vicenza)   |               |        |                                                                |

| Arbitro: | Candeo (Este) |

|               |           |            |
| Cristiani 51’ | Marcatori | 45’ Dierna |

#### Play-off
| Arbitro: | Balice (Termoli) |

|                                  |           |                         |
| Celiento 4’ (aut.) Chiarello 56’ | Marcatori | 2’ Jefferson 58’ Dierna |

### Coppa Italia Lega Pro

#### Fase eliminatoria a gironi
| Arbitro: | Carella (Bari) |

|                             |           |             |
| Di Filippo 81’ Pezzotti 86’ | Marcatori | 65’ Varutti |

| Arbitro: | Ayroldi (Molfetta) |

|                                  |           |             |
| Cuffa 8’ Neglia 46’ Sforzini 78’ | Marcatori | 31’ Lunetta |

#### Fase a eliminazione diretta
| Arbitro: | Zufferli (Udine) |

|                      |           |  |
| Firenze 2’ Šarić 11’ | Marcatori |  |

## Statistiche

### Statistiche di squadra
| Competizione          | Punti | In casa | In casa | In casa | In casa | In casa | In casa | In trasferta | In trasferta | In trasferta | In trasferta | In trasferta | In trasferta | Totale | Totale | Totale | Totale | Totale | Totale | DR |
| Competizione          | Punti | G       | V       | N       | P       | Gf      | Gs      | G            | V            | N            | P            | Gf           | Gs           | G      | V      | N      | P      | Gf     | Gs     | DR |
| --------------------- | ----- | ------- | ------- | ------- | ------- | ------- | ------- | ------------ | ------------ | ------------ | ------------ | ------------ | ------------ | ------ | ------ | ------ | ------ | ------ | ------ | -- |
| Lega Pro              | 54    | 19      | 11      | 4       | 4       | 28      | 16      | 19           | 3            | 8            | 8            | 15           | 26           | 38     | 14     | 12     | 12     | 43     | 42     | +1 |
| Play-off              | 1     | -       | -       | -       | -       | -       | -       | 1            | 0            | 1            | 0            | 2            | 2            | 1      | 0      | 1      | 0      | 2      | 2      | 0  |
| Coppa Italia Lega Pro | 3     | 1       | 1       | 0       | 0       | 3       | 1       | 2            | 0            | 0            | 2            | 1            | 4            | 3      | 1      | 0      | 2      | 4      | 5      | -1 |
| Totale                | 58    | 20      | 12      | 4       | 4       | 31      | 17      | 22           | 3            | 9            | 10           | 18           | 32           | 42     | 15     | 13     | 14     | 49     | 49     | 0  |

### Andamento in campionato
| Giornata  | 1 | 2  | 3 | 4 | 5 | 6 | 7 | 8 | 9 | 10 | 11 | 12 | 13 | 14 | 15 | 16 | 17 | 18 | 19 | 20 | 21 | 22 | 23 | 24 | 25 | 26 | 27 | 28 | 29 | 30 | 31 | 32 | 33 | 34 | 35 | 36 | 37 | 38 |
| --------- | - | -- | - | - | - | - | - | - | - | -- | -- | -- | -- | -- | -- | -- | -- | -- | -- | -- | -- | -- | -- | -- | -- | -- | -- | -- | -- | -- | -- | -- | -- | -- | -- | -- | -- | -- |
| Luogo     | C | T  | C | T | C | C | T | C | T | T  | C  | T  | C  | T  | C  | T  | C  | T  | C  | T  | C  | T  | C  | T  | T  | C  | T  | C  | C  | T  | C  | T  | C  | T  | C  | T  | C  | T  |
| Risultato | N | N  | V | N | V | V | V | V | N | P  | N  | P  | P  | P  | V  | P  | P  | N  | V  | P  | V  | N  | V  | P  | N  | V  | V  | P  | P  | P  | V  | V  | V  | N  | N  | P  | N  | N  |
| Posizione | 5 | 11 | 7 | 8 | 6 | 3 | 2 | 2 | 3 | 3  | 4  | 5  | 6  | 8  | 6  | 9  | 9  | 9  | 9  | 10 | 7  | 7  | 7  | 9  | 9  | 7  | 6  | 7  | 9  | 9  | 9  | 7  | 7  | 7  | 7  | 8  | 8  | 8  |

Legenda:

Luogo: C = Casa; T = Trasferta. Risultato: V = Vittoria; N = Pareggio; P = Sconfitta.

### Statistiche dei giocatori
| Giocatore      | Lega Pro + play-off | Lega Pro + play-off | Lega Pro + play-off | Lega Pro + play-off | Coppa Italia Lega Pro | Coppa Italia Lega Pro | Coppa Italia Lega Pro | Coppa Italia Lega Pro | Totale   | Totale | Totale      | Totale     |
| Giocatore      | Presenze            | Reti                | Ammonizioni         | Espulsioni          | Presenze              | Reti                  | Ammonizioni           | Espulsioni            | Presenze | Reti   | Ammonizioni | Espulsioni |
| -------------- | ------------------- | ------------------- | ------------------- | ------------------- | --------------------- | --------------------- | --------------------- | --------------------- | -------- | ------ | ----------- | ---------- |
| D. Ansini      | 4                   | 0                   | 0                   | 0                   | 1                     | 0                     | 0                     | 0                     | 5        | 0      | 0           | 0          |
| I. Battista    | 6+1                 | 0                   | 0                   | 0                   | -                     | -                     | -                     | -                     | 7        | 0      | 0           | 0          |
| L. Belcastro   | 13                  | 1                   | 1                   | 0                   | 1                     | 0                     | 0                     | 0                     | 14       | 1      | 1           | 0          |
| V. Bernardo    | 11                  | 1                   | 1                   | 0                   | 1                     | 0                     | 0                     | 0                     | 12       | 1      | 1           | 0          |
| M. Boldrini    | -                   | -                   | -                   | -                   | 2                     | 0                     | 0                     | 0                     | 2        | 0      | 0           | 0          |
| A. Cardore     | 13                  | 0                   | 1                   | 0                   | 1                     | 0                     | 0                     | 0                     | 14       | 0      | 1           | 0          |
| D. Celiento    | 33+1                | 3                   | 7                   | 0                   | 1                     | 0                     | 0                     | 0                     | 35       | 3      | 7           | 0          |
| D. Cenciarelli | 29+1                | 0                   | 3                   | 0                   | 2                     | 0                     | 0                     | 0                     | 32       | 0      | 3           | 0          |
| M. Cruciani    | 23+1                | 2                   | 5                   | 1                   | 2                     | 0                     | 2                     | 0                     | 26       | 2      | 7           | 1          |
| M. Cuffa       | 28+1                | 2                   | 9+1                 | 1                   | 2                     | 1                     | 1                     | 0                     | 31       | 3      | 11          | 1          |
| E. Dierna      | 32+1                | 2+1                 | 10+1                | 0                   | 2                     | 0                     | 0                     | 0                     | 35       | 3      | 11          | 0          |
| A. Diop        | 19                  | 3                   | 3                   | 0                   | 3                     | 0                     | 0                     | 0                     | 22       | 3      | 3           | 0          |
| A. Doninelli   | 13                  | 0                   | 0                   | 0                   | -                     | -                     | -                     | -                     | 13       | 0      | 0           | 0          |
| L. Falcone     | 15                  | 1                   | 1                   | 0                   | -                     | -                     | -                     | -                     | 15       | 1      | 1           | 0          |
| F. Fè          | 4                   | 0                   | 0                   | 0                   | 1                     | 0                     | 0                     | 0                     | 5        | 0      | 0           | 0          |
| M. Gaeta       | -                   | -                   | -                   | -                   | 1                     | 0                     | 0                     | 0                     | 1        | 0      | 0           | 0          |
| A. Iannarilli  | 36+1                | -38+-2              | 4                   | 0                   | 2                     | -3                    | 0                     | 0                     | 39       | -43    | 4           | 0          |
| W. Invernizzi  | 12                  | 0                   | 0                   | 0                   | 3                     | 0                     | 0                     | 0                     | 15       | 0      | 0           | 0          |
| S. Jallow      | 14+1                | 1                   | 2                   | 0                   | -                     | -                     | -                     | -                     | 15       | 1      | 2           | 0          |
| Jefferson      | 10+1                | 3+1                 | 2                   | 0                   | -                     | -                     | -                     | -                     | 11       | 4      | 2           | 0          |
| M. Mallus      | 8                   | 0                   | 1                   | 0                   | 1                     | 0                     | 0                     | 1                     | 9        | 0      | 1           | 1          |
| F. Marano      | 18                  | 6                   | 5                   | 0                   | 2                     | 0                     | 0                     | 0                     | 20       | 6      | 5           | 0          |
| F. Mazzolli    | -                   | -                   | -                   | -                   | 1                     | 0                     | 0                     | 0                     | 1        | 0      | 0           | 0          |
| M. Miceli      | 13                  | 1                   | 4                   | 0                   | -                     | -                     | -                     | -                     | 13       | 1      | 4           | 0          |
| C. Micheli     | 1                   | -1                  | 0                   | 0                   | -                     | -                     | -                     | -                     | 1        | -1     | 0           | 0          |
| J. Mununga     | 4                   | 0                   | 0                   | 0                   | -                     | -                     | -                     | -                     | 4        | 0      | 0           | 0          |
| S. Neglia      | 37+1                | 13                  | 1                   | 0                   | 3                     | 1                     | 1                     | 0                     | 41       | 14     | 2           | 0          |
| F. Pacciardi   | 22+1                | 0                   | 4                   | 0                   | 1                     | 0                     | 0                     | 0                     | 24       | 0      | 4           | 0          |
| R. Pandolfi    | 20+1                | 0                   | 1                   | 0                   | 1                     | 0                     | 0                     | 0                     | 22       | 0      | 1           | 0          |
| A. Paolelli    | 5                   | 0                   | 0                   | 0                   | 1                     | 0                     | 0                     | 0                     | 6        | 0      | 0           | 0          |
| R. Pini        | 1                   | -3                  | 0                   | 0                   | 1                     | -2                    | 0                     | 0                     | 2        | -5     | 0           | 0          |
| S. Sandomenico | 10+1                | 2                   | 0                   | 0                   | -                     | -                     | -                     | -                     | 11       | 2      | 0           | 0          |
| S. Scardala    | 13                  | 0                   | 2                   | 0                   | 2                     | 0                     | 0                     | 0                     | 15       | 0      | 2           | 0          |
| F. Sforzini    | 9                   | 1                   | 2                   | 0                   | 1                     | 1                     | 0                     | 0                     | 10       | 2      | 2           | 0          |
| E. Tortolano   | 4                   | 0                   | 0                   | 1                   | -                     | -                     | -                     | -                     | 4        | 0      | 0           | 1          |
| M. Varutti     | 36+1                | 1                   | 3                   | 0                   | 3                     | 1                     | 0                     | 0                     | 40       | 2      | 3           | 0          |